# Oxycorynoides ponomarenkoi
Oxycorynoides ponomarenkoi là một loài bọ cánh cứng trong họ Nemonychidae. Loài này được L. Arnoldi miêu tả khoa học đầu tiên năm 1977.